# 克莱芒·贝萨盖
克莱芒·贝萨盖（法語：Clément Bessaguet，1991年5月29日—），法国男子射击运动员，2013年世界大运会男子25米标准手枪铜牌得主、2019年欧洲运动会男子25米手枪速射铜牌得主、2023年欧洲运动会男子25米手枪速射和男子25米手枪速射团体金牌得主。